# Petr Nikolaev
Petr Nikolajev est un réalisateur et scénariste de nationalité tchèque et française, né le 11 mai 1957 à Prague en Tchécoslovaquie.

## Biographie
Petr Nikolaev est diplômé de la FAMU (Filmová a televizní fakulta), l'École supérieure de cinéma et de télévision de Prague,. Après avoir obtenu son diplôme, il part vivre en France pendant neuf ans. Durant cette période, il exerce divers petits métiers avant de diriger des programmes éducatifs et d'enseigner à l'école supérieure de réalisation audiovisuelle (ESRA) de 1988 à 1992. En 1992, il retourne s'installer à Prague et travaille notamment comme assistant réalisateur sur des films français tournés en Tchéquie.
Petr Nikolaev se fait connaître en 1997, avec Wonderful Years That Sucked (Báječná léta pod psa), une adaptation réussie du best-seller littéraire de Michal Viewegh,. En 2015, il adapte un autre roman à succès de cet écrivain, Dodgeball (Vybíjená).
Son film It's Gonna Get Worse en 2007 est adapté d'un roman de Jan Pelc (en) dont l'action se situe pendant la Normalisation après la répression du Printemps de Prague.

## Filmographie

### Réalisateur

#### Au cinéma
Les titres en anglais sont issus de la filmographie de Petr Nikolajev sur le site The Czech Film Center.
- 1994 : La Vallée de la lune
- 1997 : Wonderful Years That Sucked (Báječná léta pod psa)
- 2005 : A Little Piece of Heaven (Kousek nebe)
- 2007 : It's Gonna Get Worse (...a bude hůř)
- 2009 : In the Name of the King (Jménem krále)
- 2011 : Lidice[5]
- 2013 : The Godfather's Story (Příběh kmotra)
- 2013 : Cyril and Methodius - The Apostles of the Slavs (Cyril a Metoděj – Apoštolové Slovanů)
- 2015 : Dodgeball (Vybíjená)
- 2021 : Legionáři - sibiřská anabáze

#### Documentaires
- 1993 : GEN - Galerie elity národa
- 1994 : Pražská pětka z Vídně do Akropole
- 1999 : Třicet návratů
- 2001 : Chaos
- 2002 : Ztracená duše národa
- 2015 : Anabáze
- 2019 : Karibik z nebe
- 2020 : Jaderské ostrovy z nebe

#### À la télévision
- 2001 : Vlci ve meste (téléfilm)
- 2002 : Černá slečna slečna Černá (téléfilm)
- 2006 : Most do Orientu (série télévisée)
- 2006-2007 : Eden (série télévisée, 3 épisodes)
- 2007 : Zlatá karta (série télévisée)
- 2009 : Proč bychom se netopili (série télévisée)
- 2014 : Na druhý pohled (téléfilm)

### Scénariste
- 1994 : La Vallée de la lune
- 2007 : It's Gonna Get Worse (...a bude hůř)
- 2013 : The Godfather's Story (Příběh kmotra)

## Récompenses et nominations
- 2008 : Petr Nikolaev est nommé pour le prix du meilleur réalisateur aux Lions tchèques pour le film It's Gonna Get Worse